# ヘデル
ヘデル（חֶדֶר, chedher, cheyder）は「教室」を意味し、ユダヤ教の初等教育施設である。ヘブライ語やユダヤ教の基礎を教えている。第二次世界大戦ごろまで東ヨーロッパ地域に広く見られた。
正統派では現在も存在する。

## 歴史
ヘデルは、18世紀末までに広くヨーロッパに広まった。講義は、教師の家で行われる。教師の給料は、ユダヤ人コミュニティーや、親のグループから支払われた。一般的に、男児のみが授業に出席する。女児は家庭で母親から教育を受けた。異なる年齢の男児が、一つのグループで学んだ。
約5歳になった男児がヘデルに入学する。ヘブライ文字とヘブライ語の読み方（中世以降、ヨーロッパ北部のユダヤ人の共通語はイディッシュ語であった）を学んだ後、レビ記やタルムードを手始めに律法を習い始める。互いに音読することや丸暗記が、基本的な学習方法である。13歳か14歳に、ヘデルでの男児の教育の終了は、バル・ミツワーによって画される。
ラビやソファーになりたい人々は、イェシーバー（タルムードの大学）に進む。ヨーロッパの有名なイェシーバーは、ヴォルムスやフュルトやプラハにあり、プラハのものが最高と考えられていた。当時の十字軍と繋がった中世の虐殺から逃れるために、多くのユダヤ人が東ヨーロッパから逃げた後、ヨーロッパのユダヤ教の知の中心は、彼らと共に移動し、そこに数世紀の間とどまった。
18世紀末に向かい、ヘデル制度は、ユダヤ教正統派やそれよりもリベラルなハスカーラーからの批判の対象となった。
正統派に属する批判者は、教師の質が十分でないと論じた。当時、ヘデルの教師の収入は大変悪かったため、少なくとも小さな村の場合、生活の糧を得るために肉屋だったり、歌手だったり、ときには墓堀人だったりしたので、教師の職は彼らにとって副業にしか過ぎないことがしばしばであった。上級生の授業料の方が高額であったため、ヘデルの教師が生徒の進級を早め過ぎることもしばしばあった。
啓蒙主義の理想を信奉するハスカーラーに属する批判者は、制度全体を批判し、言語的、空間的隔離を招いており、ユダヤ人の解放と統合の障害となっていると主張した。彼らは、国語の授業の追加と世俗教育、職業教育を提案した。これらの考えは、18世紀末以降ドイツのユダヤ人によって改革派の学校やドイツ自由学校（Freischulen）の設立という形で実現された。これらと義務教育の導入は結局、少なくともドイツ語諸国ではヘデル制度の解体に繋がったが、東ヨーロッパではホロコーストまで残存した。

## 今日のヘデル
西洋の国々では、ヘデルは、通常の授業時間外に出席するものとなっているものがある一方、特にユダヤ教正統派により全日制の学校として運営されているものもある。イスラエルでは、全日制の学校として運営されている。